# 洋口站
洋口站位于福建省南平市顺昌县，建于1956年。距鹰潭站253公里，距厦门站441公里。现为四等站。客运办理旅客乘降、行李包裹托运，货运办理整车货物发到。